# Gaspare Spontini
Gaspare Luigi Pacifico Spontini, italijanski operni skladatelj in dirigent, * 14. november 1774, Maiolanti blizu Ancone, Italija, † 24. januar 1851, Maiolanti.

## Življenje
Glasbo je študiral na konservatoriju v Neaplju. V Italiji so uprizorili več kot deset opernih del, ki pa so danes večinoma neznane. Življenje v tujini pa ga je povzdignilo v pomembnega skladatelja. Leta 1803 je tako odšel v Pariz, kjer je nato preživel veliko let in močno vplival na razvoj »francoske velike opere«. V Pariški veliki operi so 15. decembra 1805 krstili njegovo najpomembnejšo lirično operno tragedijo v treh dejanjih Vestalko. Kasneje je živel tudi v Berlinu, kjer je bil dirigent v tamkajšnji operi.

## Opere (izbor)
- Milton (1804)
- Vestalka (1805)
- Fernand Cortez (1809)
- Olimpie (1819)
- Alcidor (1825)
- Agnes von Hohenstaufen (1827)